# Khalid Durán
Khalid Durán (en arabe : خالد دوران), né le 4 avril 1939 et mort le 17 avril 2010, est un spécialiste de l'histoire, de la sociologie et de la politique du monde islamique. Il avait étudié les langues du Moyen-Orient et l'Islam en Bosnie et au Maroc, et la sociologie et les sciences politiques aux universités de Bonn et de Berlin.
Au cours des années 1970, il a travaillé à l'Institut islamique de recherche du Pakistan et fait de nombreux voyages au Moyen-Orient et en Asie du Sud. Il a été professeur invité dans des universités au Pakistan, en Autriche, en Allemagne, en Scandinavie et aux États-Unis, enseignant dans les départements d'anthropologie, d'histoire, de religion et de sociologie. Il est l'auteur de cinq livres et de nombreux articles sur l'Islam, le Moyen-Orient, l'Afrique du Nord et l'Asie centrale et méridionale, qui traitent aussi bien de l'histoire que de l'actualité.

## Carrière
Khalid  Durán a étudié les langues du Moyen-Orient et l'islam au Maroc, en Bosnie et au Pakistan.
De 1961 à 1968, il a étudié les sciences politiques et la sociologie aux universités de Bonn et Berlin.
Khalid  Durán a été attaché supérieur de recherche à l'Institut allemand pour les études sur le Moyen-Orient (Deutsches Orient-Institut) à Hambourg de 1978 à 1986. En 1984-1985, il a également travaillé avec l'UNU située à Tokyo (Université des Nations unies).
Après 1986, Durán a été professeur invité pour des cours sur le Moyen-Orient dans un certain nombre d'universités aux États-Unis, y compris l'université Temple (Philadelphie), l'American University (Washington, D.C.), l'université de Californie à Irvine, l'université de Louisville (Kentucky).
Durán a été rédacteur en chef du magazine TransIslam, une revue trimestrielle qui analyse les évolutions politiques et sociologiques liées à l'islam. Il était le président de la Société IbnKhaldoun.

## L'expression politique islamo-fascisme
Selon Albert Scardino du Guardian, c'est  Khalid  Duran qui a inventé le terme « islamofascisme. Malise Ruthven (en), cependant, a utilisé le mot dans un article publié dans The Independent du 8 septembre 1990 (p. 15).

## Source
- (en) Cet article est partiellement ou en totalité issu de l’article de Wikipédia en anglais intitulé « Khalid Duran » (voir la liste des auteurs).